# حزب الشعب الثوري الأردني
حزب الشعب الثوري الأردني هو حزب سياسي كان فاعلاً في الأردن منذ 1974 إلى نهاية الثمانينيات من القرن الماضي. أسس الحزب مجموعة من الأردنيين الذين كانوا عاملين مع الجبهة الشعبية لتحرير فلسطين. وكان الحزب هو الحزب الأردني في حزب العمل الاشتراكي العربي. تم حل الحزب لاحقاً وأنضم أعضائه إلى الجبهة الشعبية. وكذلك حزبي الوحدة الشعبية الديمقراطي الأردني وجبهة العمل القومي «حق».

## التأسيس
انبثق حزب الشعب الثوري الأردني عن حزب العمل الاشتراكي العربي، وقد أسسه احمد محمود إبراهيم أبو عيسى وأبو علي مصطفى وحمدي مطر وفوزي حسن وبريك الحديد وعقد مؤتمره التأسيسي في بغداد عام 1974.
وجاء الحزب كذلك بعد أن عقدت الجبهة الشعبية لتحرير فلسطين مؤتمرها الوطني الثالث (1972)، حيث استخلصت بأن غياب أو تغيب الهوية المستقلة والشخصية الوطنية المستقلة للحركة الوطنية الأردنية طوال فترة تواجد المقاومة الفلسطينية على الساحة الأردنية والممتدة بين أواخر عام 1967 وأواسط عام 1971 مثل واحدة من أهم وأخطر نقاط الضعف التي رافقت هذه المسيرة وواحداً من أهم العبر والدروس التي أبرزتها.

## الدعم السوري للحزب
وصف تقرير وزارة الخارجية الأمريكية صارد بسنة 1988 الحزب بأنه كان مدعوماً من سوريا، ويضعه بنفس خانة حزب العمال الكردستاني وتنظيم  «فتح المجلس الثوري» المعروف بتنظيم أبو نضال اللذان كانا تدعمهما سوريا بذلك الوقت. ويشير كاتب آخر بأن الحزب، كغيره هنا، كانت تدعمه سوريا وتستخدم هذه المجموعات لمهاجمة وإخافة اعدائها وخصومها وكذلك لممارسة التأثير في المنطقة، وبنفس الوقت تستطيع التنصل من معرفتها بها. ويشير تقرير آخر للخارجية الأمريكية، صدر بكانون أول\ديسمبر 1986بأن المنظمات التي تدعمها سوريا ضد الأردن توقفت بعد التقارب الذي حصل بين الأردن وسوريا بعد منتصف سنة 1985. ونشر موقع ويكي ليكس هذا التقرير غير السري تحت رقم 86STATE391887_a. ويتطابق هذا الادعاء مع حقيقة حل الحزب بنهاية الثمانينيات.

## محاولة الحزب العمل العسكري في فلسطين
بأواخر السبعينيات، وربما بسنة 1977 على الأرجح، أحبط الأردن محاولة لإدخال عدد من صواريخ سام 7 المضادة للطائرات إلى الأردن بهدف ايصالها إلى فلسطين لتستخدم ضد الاحتلال الإسرائيلي. وألقت أجهزة الأمن الأردنية القبض على شاب لبناني هو حسين رعد (أبو علي) في منطقة الجفر قادما من السعودية، حيث كان ينوي تسليم الصواريخ في القطرانة بحيث تنقل للأغوار الجنوبية ومنها إلى الخليل، وقد حكم على اللبناني بالسجن المؤبد ثم خفض إلى 15 عام، بينما حكم على بريك الحديد، رئيس الحزب، بالإعدام ثم خفض للسجن المؤبد وقضى في السجن 13 عاما قبل أن يطلق سراحه في 20 أيلول 1990 بعفو ملكي خاص، وقد اتهمت الحكومة الأردنية الحكومة الليبية بإرسال صواريخ سام 7 إلى الأردن.

## أعمال الحزب المسلحة الخارجة عن القانون ضد الأردن
لم يصنف الحزب إرهابياً لا بحينها ولا الآن، وكانت أعماله المسلحة في الأردن تبدو استعراضاً للقوة والنفوذ السوري أكثر من كونها أعمالا إجرامية. ويذكر التقرير السابق، والذي نشرته ويكي ليكس، قيام الحزب بهذه الأعمال الخارجة عن القانون ضد الدولة الأردنية:
- 10 كانون الثاني\يناير 1985: تم تعطيل متفجرة زرعها حزب الشعب الثوري الأردني قرب مقر سكن موظف في الوكالة الأميركية للتنمية الدولية. ولم تكن المتفجرة مزودة بصاعق ولا بجهاز توقيت.[8]

- 22 شباط\فبراير 1985: زرع حزب الشعب الثوري الأردني متفجرة في المركز الأميركي للبحوث الشرقية في عمان (ACOR) وهو مركز يقع على ربوة مقابل الجامعة الأردنية. وقد عثر على المتفجرة وتم تعطيلها. [8]
- 2 كانون الأول\ديسمبر 1984: اكتشف حارس قنبلة مخبأة في حقيبة يد داخل بناية شركة «أميركان لايف انشورنس» وفرع بنك «سيتي بانك» في عمان. وعطل خبراء المتفجرات تلك المتفجرة التي تحتوي على 18 كتلة من مادة ال تي أن تي وجهاز توقيقت. وتبين لاحقاً أن حزب الشعب الثوري الأردني هو المسؤول عن العمل.[8]
- 12 آب\أغسطس 1984: عطلت الشرطة الأردنية متفجرة تحتوي على مئات الغرامات من المتفجرات السوفيتية الصنع بالقرب من منزل أحد مسؤولي السفارة الأميركية. وتبين لاحقاً أن حزب الشعب الثوري الأردني هو المسؤول عن العمل.
- 11 آب\ أغسطس 1984: حاول أعضاء في حزب الثوري الأردني تفجير قنبلة خارج دار الإذاعة والتلفزيون الأردني في منطقة المقابلين في جنوب عمان. وقد اكتشفت القنبلة وتم تعطيلها.